# Hypoluxo
La ville de Hypoluxo est située dans le comté de Palm Beach, dans l’État de Floride, aux États-Unis. Sa population s’élevait à 2 588 habitants lors du recensement de 2010, estimée à 2 738 habitants en 2016.
Le nom de la localité provient de la langue des Séminoles.

## Démographie
| 1960 | 1970 | 1980 | 1990 | 2000  | 2010  |
| ---- | ---- | ---- | ---- | ----- | ----- |
| 114  | 336  | 573  | 830  | 2 015 | 2 588 |

## Source
- (en) Cet article est partiellement ou en totalité issu de l’article de Wikipédia en anglais intitulé « Hypoluxo, Florida » (voir la liste des auteurs).